# Шульганівська сільська рада
Шульгані́вська сільська́ ра́да — колишня адміністративно-територіальна одиниця та орган місцевого самоврядування в Чортківському районі Тернопільської області. Адміністративний центр — с. Шульганівка.

## Загальні відомості
- Територія ради: 20,6 км²
- Населення ради: 1 166 осіб (станом на 2001 рік)
- Територією ради протікає річка Черкаська

## Населені пункти
Сільській раді були підпорядковані населені пункти:
- с. Шульганівка
- с. Долина

## Історія
Сільська рада створена у вересні 1939 року.
1 грудня 2020 року увійшла до складу Нагірянської сільської громади.

## Географія
Шульганівська сільська рада межувала з Староягільницькою, Ягільницькою, Нагірянською, Палашівською, Базарською,Полівецькою сільськими радами — Чортківського району. 

## Склад ради

### Керівний склад попередніх скликань

#### Голови ради
| Прізвище, ім'я, по батькові   | Основні відомості                                   | Дата обрання | Дата звільнення |
| ----------------------------- | --------------------------------------------------- | ------------ | --------------- |
| Герасимів Марія Олександрівна | Сільський голова                                    | 1991         | 1994            |
| Герасимів Марія Олександрівна | Сільський голова                                    | 1994         | 1998            |
| Герасимів Марія Олександрівна | Сільський голова                                    | 2002         | 2006            |
| Біловус Ігор Степанович       | Сільський голова, 1954 року народження, освіта вища | 26.03.2006   | 31.10.2010      |
| Біловус Ігор Степанович       | Сільський голова, 1954 року народження, освіта вища | 31.10.2010   | 25.10.2015      |
| Біловус Ігор Степанович       | Сільський голова, 1954 року народження, освіта вища | 25.10.2015   | 01.12.2020      |

Примітка: таблиця складена за даними сайту Верховної Ради України

#### Секретарі ради
| Прізвище, ім'я, по батькові | Основні відомості | Дата обрання | Дата звільнення |
| --------------------------- | ----------------- | ------------ | --------------- |
| Ревуцька Надія Яківна       | Секретар          | 1991         | 1994            |
| Ревуцька Надія Яківна       | Секретар          | 1994         | 1998            |
| Ревуцька Надія Яківна       | Секретар          | 1998         | 2002            |
| Ревуцька Надія Яківна       | Секретар          | 2002         | 2006            |
| Ревуцька Надія Яківна       | Секретар          | 2006         | 2010            |
| Буряк Галина Степанівна     | Секретар          | 2010         | 2015            |
| Буряк Галина Степанівна     | Секретар          | 2015         | 2020            |

### Депутати

#### VII скликання
За результатами місцевих виборів 2015 року депутатами ради стали:
1. Букалюк Наталія Богдаеівна
2. Пшеничний Дмитро Богданович
3. Ільків Лілія Василівна
4. Буряк Галина Степанівна
5. Гулька Роман Андрійович
6. Сенів Ігор Васильович
7. Корнят Галина Степанівна
8. Шушко Василь Олегович
9. Гордій Роман Іванович
10. Гордій Галина Богданівна
11. Жирун Степан Васильович
12. Хрик Оксана Євгенівна

#### VI скликання
За результатами місцевих виборів 2010 року депутатами ради стали:
1. Жирун Степан Васильович
2. Бурий Богдан Петрович
3. Букалюк Наталія Богданівна
4. Пшеничний Дмитро Богданович
5. Татарин Володимир Степанович
6. Буряк Галина Степанівна
7. Татарин Степан Петрович
8. Гулька Андрій Романович
9. Максимів Ярослав Михайлович
10. Корнят Галина Степанівна
11. Казімович Ірина Касянівна
12. Гордій Роман Іванович
13. Луків Любов Йосипівна
14. Пельвецька Емілія Іллівна
15. Хрик Оксана Євгенівна
16. Шушко Василь Олегович

#### V скликання
За результатами місцевих виборів 2006 року депутатами ради стали:
1. Бурий Богдан Петрович
2. Федоляк Світлана Василівна
3. Мацейків Іван Йосипович
4. Татарин Степан Петрович
5. Шашко Богдан Федорович
6. Гулька Роман Андрійович
7. Буряк Галина Степанівна
8. Максимів Ярослав Михайлович
9. Король Михайло Павлович
10. Казімович Ірина Касянівна
11. Гордій Роман Іванович
12. Савків Віра Ярославівна
13. Ревуцька Надія Яківна
14. Папушка Василь Якимович
15. Вітів Марія Петрівна
16. Дутка Лідія Андріївна

#### IV скликання
За результатами місцевих виборів 2002 року депутатами ради стали:
1. Бурий Богдан Петрович
2. Білоус Михайло Григорович
3. Бура Любов Михайлівна
4. Татарин Степан Петрович
5. Радванський Орест Петрович
6. Гулька Роман Андрійович
7. Максимів Ярослав Михайлович
8. Кучер Олександра Євгенівна
9. Гуменюк Ігор Павлович
10. Войцишин Євгенія Ярославівна
11. Катинський Василь Петрович
12. Ревуцька Надія Яківна
13. Пельвецька Ємілія Ільківна
14. Вітів Марія Петрівна
15. Дроздовський Григорій Михайлович

#### III скликання
За результатами місцевих виборів 1998 року депутатами ради стали:
1. Кучер Олександра Євгенівна
2. Папушка Василь Якимович
3. Хруставка Михайло Васильович
4. Шевчук Надія Омелянівна
5. Войцишин Василь Євгенович
6. Хом′як Любомир Володимирович
7. Максимів Ярослав Михайлович
8. Бурий Богдан Петрович
9. Біловус Ігор Степанович
10. Вітів Марія Петрівна
11. Голодівська Галина Михайлівна
12. Ревуцька Надія Яківна
13. Сенів Богдан Володимирович
14. Бура Любов Михайлівна
15. Вівчарик Степанія Петрівна

#### II скликання
За результатами місцевих виборів 1994 року депутатами ради стали:
1. Бурий Богдан Петрович
2. Вівчарик Степанія Петрівна
3. Гедеон Олександр Михайлович
4. Голодівський Ігор Євгенович
5. Гулька Роман Андрійович
6. Кокіс Євген Михайлович
7. Кучер Олександра Євгенівна
8. Максимів Ярослав Михайлович
9. Папушка Василь Якимович
10. Ревуцька Надія Яківна
11. Татарин Степан Петрович

#### I скликання
За результатами місцевих виборів 1990 року депутатами ради стали:
1. Чубков Володимир Григорович
2. Голодівський Євген Петрович
3. Бартків Надія Ярославівна
4. Бура Любов Михайлівна
5. Кучер Олександра Євгенівна
6. Коваль Марія Михайлівна
7. Герасимова Марія Олександрівна
8. Довжик Василь Артемович
9. Вівчарик Степанія Петрівна
10. Василишин Михайло Семенович
11. Кокіс Євген Михайлович
12. Побуринний Степан Володимирович
13. Ревуцька Надія Яківна
14. Гашок Ігор Максимович
15. Ціцерський Володимир Григорович
16. Король Петро Павлович
17. Горячко Михайло Миколайович
18. Ревуцький Михайло Йосипович
19. Бойчук Наталія Михайлівна
20. Воцишин Іван Адольфович
21. Татарин Степан Петрович
22. Долинський Михайло Казимирович
23. Радванський Орест Петрович
24. Палій Петро Михайлович
25. Дрібнюк Йосип Онуфрійович